# El Tecolote, Oaxaca
El Tecolote är en ort i Mexiko.   Den ligger i kommunen San Felipe Tejalápam och delstaten Oaxaca, i den sydöstra delen av landet, 400 km sydost om huvudstaden Mexico City. El Tecolote ligger 1 669 meter över havet och antalet invånare är 228.
Terrängen runt El Tecolote är kuperad västerut, men österut är den platt. Runt El Tecolote är det ganska tätbefolkat, med 230 invånare per kvadratkilometer. Närmaste större samhälle är Oaxaca de Juárez, 14,9 km öster om El Tecolote. Trakten runt El Tecolote består i huvudsak av gräsmarker.